# Hyles calida
Hyles calida is een vlinder uit de familie van de pijlstaarten (Sphingidae). De wetenschappelijke naam van de soort werd in 1856 gepubliceerd door Arthur Gardiner Butler.

## Beschrijving

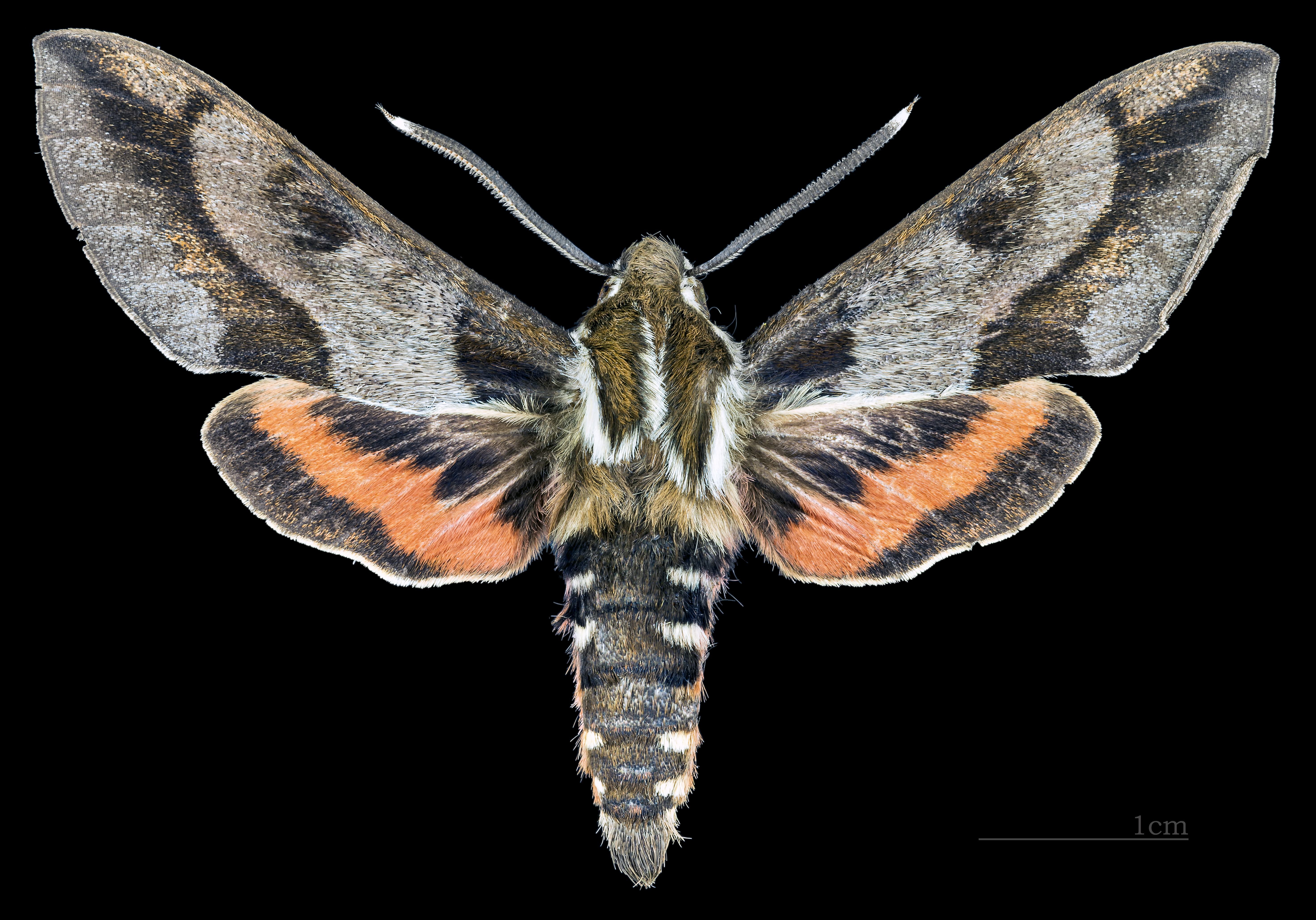
♂
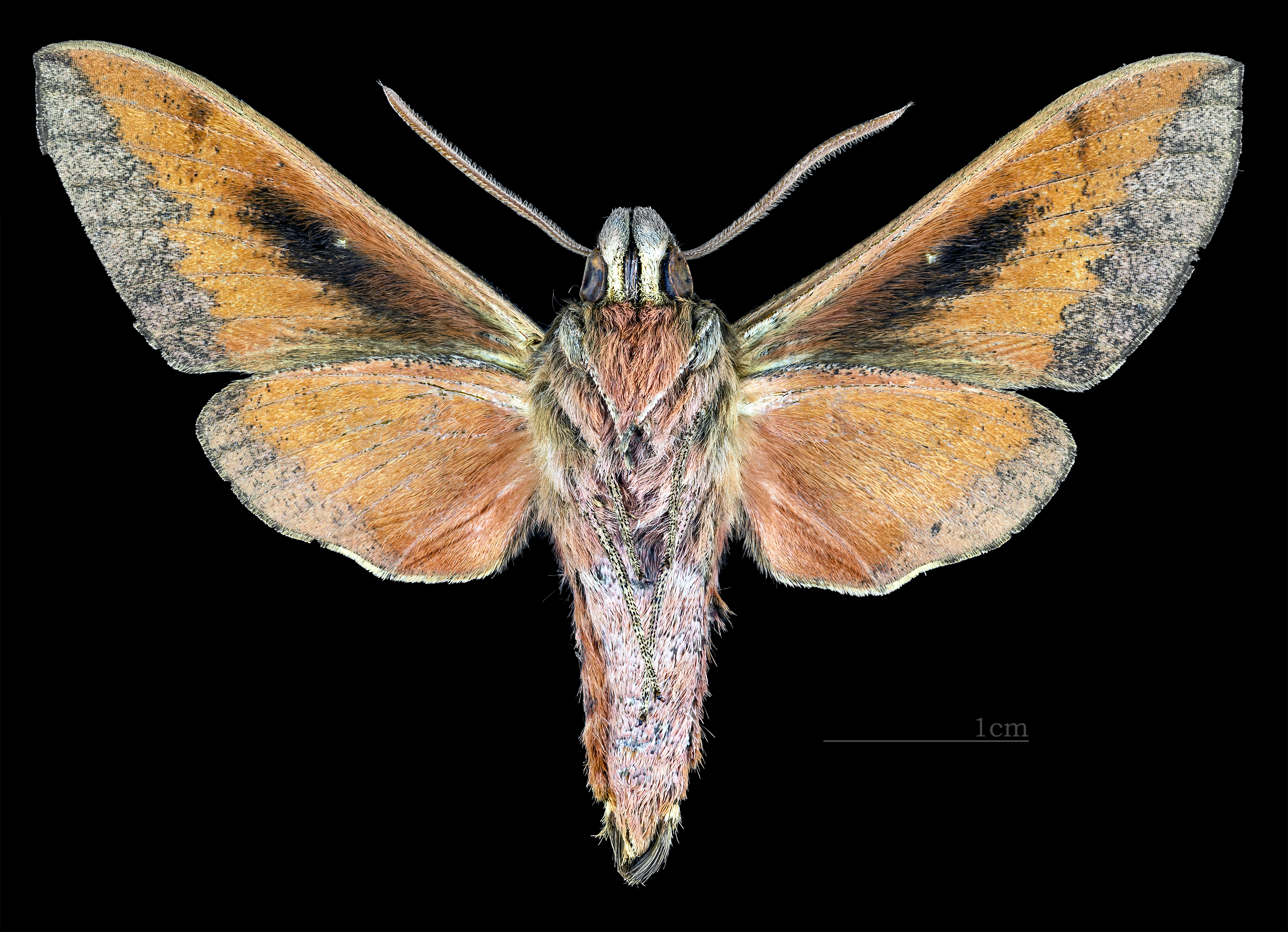
♂ △